# Jorge Suárez Fernández
Jorge Juan Suárez Fernández (Vigo, 27 de desembre de 1975) és un polític gallec. Va ser alcalde de la ciutat de Ferrol des del 13 de juny de 2015 fins al 15 de juny de 2019.

## Trajectòria
La seva família va marxar de Ferrol per la crisi del sector naval el 1973 i va néixer a Vigo. L'any 2009 torna a Ferrol. És llicenciat en Dret i va ser coordinador de l'àrea de Treball, Economia i Social d'Esquerda Unida (partit del qual és militant) a Ferrol. En les eleccions municipals de 2015 va encapçalar la candidatura de Ferrol en Común i va ser escollit alcalde de la ciutat gràcies al suport del PSdeG i del BNG.